# Tour d'Oman 2018
Le Tour d'Oman 2018 est la 9e édition de cette course cycliste sur route masculine. Il a lieu du 13 au 18 février 2018 à Oman. Il fait partie du calendrier UCI Asia Tour 2018 en catégorie 2.HC.

## Présentation
Le Tour d'Oman est « organisé par la municipalité de Mascate en association avec l'Oman Cycling Federation avec le concours technique et sportif d'Amaury Sport Organisation (ASO) ». À l'occasion de cette neuvième édition, le partenariat entre la municipalité de Mascate et ASO est prolongé pour six ans.

### Parcours
Ce Tour d'Oman comprend six étapes. Deux d'entre elles, la première et la dernière, sont promises à des sprinteurs. La cinquième, qui s'achève par l'ascension du Djebel Akhdar (« la montagne verte »), est le terrain des grimpeurs et est considérée comme l'« étape-reine » de la course. Les trois autres étapes favorisent les coureurs au profil de puncheur.

### Équipes
Classé en catégorie 2.HC de l'UCI Asia Tour, le Tour d'Oman est par conséquent ouvert aux WorldTeams dans la limite de 65 % des équipes participantes, aux équipes continentales professionnelles, aux équipes continentales omanaises et à une équipe nationale omanaise.
Dix-huit équipes participent à ce Tour d'Oman - neuf WorldTeams et neuf équipes continentales professionnelles :
| WorldTeams (9)- Astana - Bahrain-Merida - BMC Racing Team - Dimension Data - Katusha-Alpecin - Quick-Step Floors - Team Sunweb - Trek-Segafredo - UAE Team Emirates Équipes continentales professionnelles (9)- Aqua Blue Sport - Caja Rural-Seguros RGA - Cofidis, Solutions Crédits - Fortuneo-Samsic - Rally Cycling - Roompot-Nederlandse Loterij - Sport Vlaanderen-Baloise - Vital Concept - Wanty-Groupe Gobert |
| |

## Étapes
| Étape     | Date    | Villes étapes                                             | type                      | Distance (km) | Vainqueur d'étape   | Leader du classement général |
| --------- | ------- | --------------------------------------------------------- | ------------------------- | ------------- | ------------------- | ---------------------------- |
| 1re étape | 13 fév. | Nizwa – Sultan Qaboos University                          | étape de plaine           | 162,5         | Bryan Coquard       | Bryan Coquard                |
| 2e étape  | 14 fév. | Sultan Qaboos University – Al Bustan                      | étape vallonnée           | 167,5         | Nathan Haas         | Nathan Haas                  |
| 3e étape  | 15 fév. | German University of Technology in Oman – Wadi Dayqah Dam | étape vallonnée           | 179,5         | Greg Van Avermaet   | Greg Van Avermaet            |
| 4e étape  | 16 fév. | Yiti – Ministère du Tourisme d'Oman                       | étape vallonnée           | 117,5         | Magnus Cort Nielsen | Greg Van Avermaet            |
| 5e étape  | 17 fév. | Sama'il – djebel Akhdar                                   | étape de moyenne montagne | 152           | Miguel Ángel López  | Alexey Lutsenko              |
| 6e étape  | 18 fév. | Mascate – Corniche de Matrah                              | étape de plaine           | 135,5         | Alexander Kristoff  | Alexey Lutsenko              |

## Déroulement de la course
La première étape se conclut par un sprint massif remporté par Bryan Coquard (Vital Concept), qui devance Mark Cavendish (Dimension Data) et Giacomo Nizzolo (Trek-Segafredo). Le lendemain, la fin de parcours accidentée permet la formation d'un groupe de tête de seize coureurs. Nathan Haas (Katusha-Alpecin) s'y impose au sprint devant Greg Van Avermaet (BMC) et Alexey Lutsenko (Astana) et prend la tête du classement général devant ces deux coureurs. Lors de la troisième étape, l'équipe Astana est particulièrement active dans la dernière côté, qui culmine à 8,5 kilomètres de l'arrivée, et réduit le peloton à une cinquantaine de coureurs. L'équipe BMC prend sa place dans les derniers kilomètres et éclate le groupe de tête. Son leader Greg Van Avermaet peut partir seul dans le dernier kilomètre et s'impose avec trois secondes d'avance sur Rui Costa et Alexey Lutsenko. Van Avermaet prend la tête du classement général devant ce dernier, à 11 secondes. Nathan Haas, arrivé cinquième à sept secondes, est désormais troisième du classement général.
Astana provoque à nouveau une réduction du peloton lors de la quatrième étape, durant les trois tours de circuit qui forment la fin de parcours. Stetina puis Nibali tentent de s'y échapper, en vain. Dans le final, l'équipe BMC relaie Astana. Vingt-en-un coureurs se disputent la victoire au sprint. Magnus Cort Nielsen (Astana) gagne l'étape devant Giovanni Visconti (Bahrain-Merida) et Alberto Bettiol (BMC). Van Avermaet, quatrième, reste en tête du classement général.
C'est un autre coureur d'Astana, Miguel Angel Lopez, qui s'impose à la montagne verte lors de la cinquième étape. Avec son coéquipier Lutsenko, ils s'échappent en fin d'ascension. Jesus Herrada (Cofidis) et Gorka Izagirre (Bahrain-Merida), qui ont tenté de les suivre, sont troisième et quatrième, respectivemetn à 12 et 15 secondes. Deuxième du classement général au départ de l'étape, Lutsenko en occupe désormais la première place devant Lopez, à 11 secondes, et Izagirre (18 secondes).

### 1reétape
| Classement | Classement          | Classement  | Classement          | Classement         |
|            | Coureur             | Pays        | Équipe              | Temps              |
| ---------- | ------------------- | ----------- | ------------------- | ------------------ |
| 1er        | Bryan Coquard       | France      | Vital Concept       | en 3 h 58 min 41 s |
| 2e         | Mark Cavendish      | Royaume-Uni | Dimension Data      | + 0 s              |
| 3e         | Giacomo Nizzolo     | Italie      | Trek-Segafredo      | + 0 s              |
| 4e         | Nacer Bouhanni      | France      | Cofidis             | + 0 s              |
| 5e         | Max Walscheid       | Allemagne   | Sunweb              | + 0 s              |
| 6e         | Adam Blythe         | Royaume-Uni | Aqua Blue Sport     | + 0 s              |
| 7e         | Alexander Kristoff  | Norvège     | UAE Emirates        | + 0 s              |
| 8e         | Bram Welten         | Pays-Bas    | Fortuneo-Samsic     | + 0 s              |
| 9e         | Magnus Cort Nielsen | Danemark    | Astana              | + 0 s              |
| 10e        | Boris Vallée        | Belgique    | Wanty-Groupe Gobert | + 0 s              |
| modifier   |                     |             |                     |                    |

| \| Classement général \| Classement général \| Classement général \| Classement général \| Classement général \| \| Coureur \| Coureur \| Pays \| Équipe \| Temps \| \| ------------------ \| ------------------- \| ------------------ \| --------------------------- \| ------------------ \| \| 1er \| Bryan Coquard \| France \| Vital Concept \| 3 h 58 min 31 s \| \| 2e \| Mark Cavendish \| Royaume-Uni \| Dimension Data \| + 4 s \| \| 3e \| Pierre-Luc Périchon \| France \| Fortuneo-Samsic \| + 4 s \| \| 4e \| Giacomo Nizzolo \| Italie \| Trek-Segafredo \| + 6 s \| \| 5e \| Maxime Farazijn \| Belgique \| Sport Vlaanderen-Baloise \| + 8 s \| \| 6e \| Brian van Goethem \| Pays-Bas \| Roompot-Nederlandse Loterij \| + 8 s \| \| 7e \| Conor Dunne \| Irlande \| Aqua Blue Sport \| + 8 s \| \| 8e \| Nacer Bouhanni \| France \| Cofidis, Solutions Crédits \| + 10 s \| \| 9e \| Max Walscheid \| Allemagne \| Team Sunweb \| + 10 s \| \| 10e \| Adam Blythe \| Royaume-Uni \| Aqua Blue Sport \| + 10 s \| |                     |             |                             |                 |
| |                     |             |                             |                 |
| |                     |             |                             |                 |
| Classement général |                     |             |                             |                 |
| Coureur | Coureur             | Pays        | Équipe                      | Temps           |
| 1er | Bryan Coquard       | France      | Vital Concept               | 3 h 58 min 31 s |
| 2e | Mark Cavendish      | Royaume-Uni | Dimension Data              | + 4 s           |
| 3e | Pierre-Luc Périchon | France      | Fortuneo-Samsic             | + 4 s           |
| 4e | Giacomo Nizzolo     | Italie      | Trek-Segafredo              | + 6 s           |
| 5e | Maxime Farazijn     | Belgique    | Sport Vlaanderen-Baloise    | + 8 s           |
| 6e | Brian van Goethem   | Pays-Bas    | Roompot-Nederlandse Loterij | + 8 s           |
| 7e | Conor Dunne         | Irlande     | Aqua Blue Sport             | + 8 s           |
| 8e | Nacer Bouhanni      | France      | Cofidis, Solutions Crédits  | + 10 s          |
| 9e | Max Walscheid       | Allemagne   | Team Sunweb                 | + 10 s          |
| 10e | Adam Blythe         | Royaume-Uni | Aqua Blue Sport             | + 10 s          |

### 2eétape
| Classement | Classement         | Classement | Classement        | Classement         |
|            | Coureur            | Pays       | Équipe            | Temps              |
| ---------- | ------------------ | ---------- | ----------------- | ------------------ |
| 1er        | Nathan Haas        | Australie  | Katusha-Alpecin   | en 4 h 22 min 15 s |
| 2e         | Greg Van Avermaet  | Belgique   | BMC Racing        | + 0 s              |
| 3e         | Alexey Lutsenko    | Kazakhstan | Astana            | + 0 s              |
| 4e         | Dries Devenyns     | Belgique   | Quick-Step Floors | + 0 s              |
| 5e         | Merhawi Kudus      | Érythrée   | Dimension Data    | + 0 s              |
| 6e         | Niki Terpstra      | Pays-Bas   | Quick-Step Floors | + 0 s              |
| 7e         | Gorka Izagirre     | Espagne    | Bahrain-Merida    | + 0 s              |
| 8e         | Jesús Herrada      | Espagne    | Cofidis           | + 0 s              |
| 9e         | Fabio Felline      | Italie     | Trek-Segafredo    | + 0 s              |
| 10e        | Miguel Ángel López | Colombie   | Astana            | + 0 s              |
| modifier   |                    |            |                   |                    |

| \| Classement général \| Classement général \| Classement général \| Classement général \| Classement général \| \| Coureur \| Coureur \| Pays \| Équipe \| Temps \| \| ------------------ \| -------------------- \| ------------------ \| ------------------- \| ------------------ \| \| 1er \| Nathan Haas \| Australie \| Katusha-Alpecin \| 8 h 20 min 46 s \| \| 2e \| Greg Van Avermaet \| Belgique \| BMC Racing Team \| + 4 s \| \| 3e \| Alexey Lutsenko \| Kazakhstan \| Astana \| + 6 s \| \| 4e \| Merhawi Kudus \| Érythrée \| Dimension Data \| + 10 s \| \| 5e \| Vincenzo Nibali \| Italie \| Bahrain-Merida \| + 10 s \| \| 6e \| Dries Devenyns \| Belgique \| Quick-Step Floors \| + 10 s \| \| 7e \| Odd Christian Eiking \| Norvège \| Wanty-Groupe Gobert \| + 10 s \| \| 8e \| Miguel Ángel López \| Colombie \| Astana \| + 10 s \| \| 9e \| Fabio Felline \| Italie \| Trek-Segafredo \| + 10 s \| \| 10e \| Fabien Doubey \| France \| Wanty-Groupe Gobert \| + 10 s \| |                      |            |                     |                 |
| |                      |            |                     |                 |
| |                      |            |                     |                 |
| Classement général |                      |            |                     |                 |
| Coureur | Coureur              | Pays       | Équipe              | Temps           |
| 1er | Nathan Haas          | Australie  | Katusha-Alpecin     | 8 h 20 min 46 s |
| 2e | Greg Van Avermaet    | Belgique   | BMC Racing Team     | + 4 s           |
| 3e | Alexey Lutsenko      | Kazakhstan | Astana              | + 6 s           |
| 4e | Merhawi Kudus        | Érythrée   | Dimension Data      | + 10 s          |
| 5e | Vincenzo Nibali      | Italie     | Bahrain-Merida      | + 10 s          |
| 6e | Dries Devenyns       | Belgique   | Quick-Step Floors   | + 10 s          |
| 7e | Odd Christian Eiking | Norvège    | Wanty-Groupe Gobert | + 10 s          |
| 8e | Miguel Ángel López   | Colombie   | Astana              | + 10 s          |
| 9e | Fabio Felline        | Italie     | Trek-Segafredo      | + 10 s          |
| 10e | Fabien Doubey        | France     | Wanty-Groupe Gobert | + 10 s          |

### 3eétape
| Classement | Classement           | Classement | Classement          | Classement        |
|            | Coureur              | Pays       | Équipe              | Temps             |
| ---------- | -------------------- | ---------- | ------------------- | ----------------- |
| 1er        | Greg Van Avermaet    | Belgique   | BMC Racing          | en 4 h 36 min 4 s |
| 2e         | Rui Costa            | Portugal   | UAE Emirates        | + 3 s             |
| 3e         | Alexey Lutsenko      | Kazakhstan | Astana              | + 3 s             |
| 4e         | Gorka Izagirre       | Espagne    | Bahrain-Merida      | + 3 s             |
| 5e         | Nathan Haas          | Australie  | Katusha-Alpecin     | + 7 s             |
| 6e         | Magnus Cort Nielsen  | Danemark   | Astana              | + 7 s             |
| 7e         | Odd Christian Eiking | Norvège    | Wanty-Groupe Gobert | + 9 s             |
| 8e         | Dries Devenyns       | Belgique   | Quick-Step Floors   | + 9 s             |
| 9e         | Miguel Ángel López   | Colombie   | Astana              | + 9 s             |
| 10e        | Jesús Herrada        | Espagne    | Cofidis             | + 9 s             |
| modifier   |                      |            |                     |                   |

| \| Classement général \| Classement général \| Classement général \| Classement général \| Classement général \| \| Coureur \| Coureur \| Pays \| Équipe \| Temps \| \| ------------------ \| -------------------- \| ------------------ \| -------------------------- \| ------------------ \| \| 1er \| Greg Van Avermaet \| Belgique \| BMC Racing Team \| 12 h 56 min 44 s \| \| 2e \| Alexey Lutsenko \| Kazakhstan \| Astana \| + 11 s \| \| 3e \| Nathan Haas \| Australie \| Katusha-Alpecin \| + 13 s \| \| 4e \| Gorka Izagirre \| Espagne \| Bahrain-Merida \| + 19 s \| \| 5e \| Dries Devenyns \| Belgique \| Quick-Step Floors \| + 25 s \| \| 6e \| Odd Christian Eiking \| Norvège \| Wanty-Groupe Gobert \| + 25 s \| \| 7e \| Miguel Ángel López \| Colombie \| Astana \| + 25 s \| \| 8e \| Jesús Herrada \| Espagne \| Cofidis, Solutions Crédits \| + 25 s \| \| 9e \| Daniel Navarro \| Espagne \| Cofidis, Solutions Crédits \| + 25 s \| \| 10e \| Merhawi Kudus \| Érythrée \| Dimension Data \| + 33 s \| |                      |            |                            |                  |
| |                      |            |                            |                  |
| |                      |            |                            |                  |
| Classement général |                      |            |                            |                  |
| Coureur | Coureur              | Pays       | Équipe                     | Temps            |
| 1er | Greg Van Avermaet    | Belgique   | BMC Racing Team            | 12 h 56 min 44 s |
| 2e | Alexey Lutsenko      | Kazakhstan | Astana                     | + 11 s           |
| 3e | Nathan Haas          | Australie  | Katusha-Alpecin            | + 13 s           |
| 4e | Gorka Izagirre       | Espagne    | Bahrain-Merida             | + 19 s           |
| 5e | Dries Devenyns       | Belgique   | Quick-Step Floors          | + 25 s           |
| 6e | Odd Christian Eiking | Norvège    | Wanty-Groupe Gobert        | + 25 s           |
| 7e | Miguel Ángel López   | Colombie   | Astana                     | + 25 s           |
| 8e | Jesús Herrada        | Espagne    | Cofidis, Solutions Crédits | + 25 s           |
| 9e | Daniel Navarro       | Espagne    | Cofidis, Solutions Crédits | + 25 s           |
| 10e | Merhawi Kudus        | Érythrée   | Dimension Data             | + 33 s           |

### 4eétape
| Classement | Classement           | Classement  | Classement          | Classement         |
|            | Coureur              | Pays        | Équipe              | Temps              |
| ---------- | -------------------- | ----------- | ------------------- | ------------------ |
| 1er        | Magnus Cort Nielsen  | Danemark    | Astana              | en 2 h 57 min 36 s |
| 2e         | Giovanni Visconti    | Italie      | Bahrain-Merida      | + 0 s              |
| 3e         | Alberto Bettiol      | Italie      | BMC Racing          | + 0 s              |
| 4e         | Greg Van Avermaet    | Belgique    | BMC Racing          | + 0 s              |
| 5e         | Rui Costa            | Portugal    | UAE Emirates        | + 0 s              |
| 6e         | Nathan Haas          | Australie   | Katusha-Alpecin     | + 0 s              |
| 7e         | Mark Christian       | Royaume-Uni | Aqua Blue Sport     | + 0 s              |
| 8e         | Merhawi Kudus        | Érythrée    | Dimension Data      | + 0 s              |
| 9e         | Odd Christian Eiking | Norvège     | Wanty-Groupe Gobert | + 0 s              |
| 10e        | Jesús Herrada        | Espagne     | Cofidis             | + 0 s              |
| modifier   |                      |             |                     |                    |

| \| Classement général \| Classement général \| Classement général \| Classement général \| Classement général \| \| Coureur \| Coureur \| Pays \| Équipe \| Temps \| \| ------------------ \| -------------------- \| ------------------ \| -------------------------- \| ------------------ \| \| 1er \| Greg Van Avermaet \| Belgique \| BMC Racing Team \| 15 h 54 min 20 s \| \| 2e \| Alexey Lutsenko \| Kazakhstan \| Astana \| + 9 s \| \| 3e \| Nathan Haas \| Australie \| Katusha-Alpecin \| + 13 s \| \| 4e \| Gorka Izagirre \| Espagne \| Bahrain-Merida \| + 16 s \| \| 5e \| Miguel Ángel López \| Colombie \| Astana \| + 24 s \| \| 6e \| Dries Devenyns \| Belgique \| Quick-Step Floors \| + 25 s \| \| 7e \| Odd Christian Eiking \| Norvège \| Wanty-Groupe Gobert \| + 25 s \| \| 8e \| Jesús Herrada \| Espagne \| Cofidis, Solutions Crédits \| + 25 s \| \| 9e \| Daniel Navarro \| Espagne \| Cofidis, Solutions Crédits \| + 25 s \| \| 10e \| Merhawi Kudus \| Érythrée \| Dimension Data \| + 33 s \| |                      |            |                            |                  |
| |                      |            |                            |                  |
| |                      |            |                            |                  |
| Classement général |                      |            |                            |                  |
| Coureur | Coureur              | Pays       | Équipe                     | Temps            |
| 1er | Greg Van Avermaet    | Belgique   | BMC Racing Team            | 15 h 54 min 20 s |
| 2e | Alexey Lutsenko      | Kazakhstan | Astana                     | + 9 s            |
| 3e | Nathan Haas          | Australie  | Katusha-Alpecin            | + 13 s           |
| 4e | Gorka Izagirre       | Espagne    | Bahrain-Merida             | + 16 s           |
| 5e | Miguel Ángel López   | Colombie   | Astana                     | + 24 s           |
| 6e | Dries Devenyns       | Belgique   | Quick-Step Floors          | + 25 s           |
| 7e | Odd Christian Eiking | Norvège    | Wanty-Groupe Gobert        | + 25 s           |
| 8e | Jesús Herrada        | Espagne    | Cofidis, Solutions Crédits | + 25 s           |
| 9e | Daniel Navarro       | Espagne    | Cofidis, Solutions Crédits | + 25 s           |
| 10e | Merhawi Kudus        | Érythrée   | Dimension Data             | + 33 s           |

### 5eétape
| Classement | Classement         | Classement  | Classement        | Classement         |
|            | Coureur            | Pays        | Équipe            | Temps              |
| ---------- | ------------------ | ----------- | ----------------- | ------------------ |
| 1er        | Miguel Ángel López | Colombie    | Astana            | en 3 h 43 min 58 s |
| 2e         | Alexey Lutsenko    | Kazakhstan  | Astana            | + 0 s              |
| 3e         | Jesús Herrada      | Espagne     | Cofidis           | + 12 s             |
| 4e         | Gorka Izagirre     | Espagne     | Bahrain-Merida    | + 15 s             |
| 5e         | Nathan Haas        | Australie   | Katusha-Alpecin   | + 22 s             |
| 6e         | Peter Stetina      | États-Unis  | Trek-Segafredo    | + 25 s             |
| 7e         | Daniel Pearson     | Royaume-Uni | Aqua Blue Sport   | + 33 s             |
| 8e         | Dries Devenyns     | Belgique    | Quick-Step Floors | + 43 s             |
| 9e         | Nicolas Roche      | Irlande     | BMC Racing        | + 47 s             |
| 10e        | Rui Costa          | Portugal    | UAE Emirates      | + 49 s             |
| modifier   |                    |             |                   |                    |

| \| Classement général \| Classement général \| Classement général \| Classement général \| Classement général \| \| Coureur \| Coureur \| Pays \| Équipe \| Temps \| \| ------------------ \| -------------------- \| ------------------ \| -------------------------- \| ------------------ \| \| 1er \| Alexey Lutsenko \| Kazakhstan \| Astana \| 19 h 38 min 21 s \| \| 2e \| Miguel Ángel López \| Colombie \| Astana \| + 11 s \| \| 3e \| Gorka Izagirre \| Espagne \| Bahrain-Merida \| + 28 s \| \| 4e \| Jesús Herrada \| Espagne \| Cofidis, Solutions Crédits \| + 30 s \| \| 5e \| Nathan Haas \| Australie \| Katusha-Alpecin \| + 32 s \| \| 6e \| Dries Devenyns \| Belgique \| Quick-Step Floors \| + 1 min 05 s \| \| 7e \| Daniel Navarro \| Espagne \| Cofidis, Solutions Crédits \| + 1 min 14 s \| \| 8e \| Odd Christian Eiking \| Norvège \| Wanty-Groupe Gobert \| + 1 min 24 s \| \| 9e \| Merhawi Kudus \| Érythrée \| Dimension Data \| + 1 min 29 s \| \| 10e \| Rui Costa \| Portugal \| UAE Team Emirates \| + 1 min 37 s \| |                      |            |                            |                  |
| |                      |            |                            |                  |
| |                      |            |                            |                  |
| Classement général |                      |            |                            |                  |
| Coureur | Coureur              | Pays       | Équipe                     | Temps            |
| 1er | Alexey Lutsenko      | Kazakhstan | Astana                     | 19 h 38 min 21 s |
| 2e | Miguel Ángel López   | Colombie   | Astana                     | + 11 s           |
| 3e | Gorka Izagirre       | Espagne    | Bahrain-Merida             | + 28 s           |
| 4e | Jesús Herrada        | Espagne    | Cofidis, Solutions Crédits | + 30 s           |
| 5e | Nathan Haas          | Australie  | Katusha-Alpecin            | + 32 s           |
| 6e | Dries Devenyns       | Belgique   | Quick-Step Floors          | + 1 min 05 s     |
| 7e | Daniel Navarro       | Espagne    | Cofidis, Solutions Crédits | + 1 min 14 s     |
| 8e | Odd Christian Eiking | Norvège    | Wanty-Groupe Gobert        | + 1 min 24 s     |
| 9e | Merhawi Kudus        | Érythrée   | Dimension Data             | + 1 min 29 s     |
| 10e | Rui Costa            | Portugal   | UAE Team Emirates          | + 1 min 37 s     |

### 6eétape
| Classement | Classement          | Classement | Classement                  | Classement         |
|            | Coureur             | Pays       | Équipe                      | Temps              |
| ---------- | ------------------- | ---------- | --------------------------- | ------------------ |
| 1er        | Alexander Kristoff  | Norvège    | UAE Emirates                | en 3 h 11 min 29 s |
| 2e         | Bryan Coquard       | France     | Vital Concept               | + 0 s              |
| 3e         | Giacomo Nizzolo     | Italie     | Trek-Segafredo              | + 0 s              |
| 4e         | Magnus Cort Nielsen | Danemark   | Astana                      | + 0 s              |
| 5e         | Nathan Haas         | Australie  | Katusha-Alpecin             | + 0 s              |
| 6e         | Davide Martinelli   | Italie     | Quick-Step Floors           | + 0 s              |
| 7e         | Amaury Capiot       | Belgique   | Sport Vlaanderen-Baloise    | + 0 s              |
| 8e         | Greg Van Avermaet   | Belgique   | BMC Racing                  | + 0 s              |
| 9e         | Benjamin Declercq   | Belgique   | Sport Vlaanderen-Baloise    | + 0 s              |
| 10e        | Floris Gerts        | Pays-Bas   | Roompot-Nederlandse Loterij | + 0 s              |
| modifier   |                     |            |                             |                    |

## Classements finals

### Classement général
| \| Classement général \| Classement général \| Classement général \| Classement général \| Classement général \| \| Coureur \| Coureur \| Pays \| Équipe \| Temps \| \| ------------------ \| -------------------- \| ------------------ \| -------------------------- \| ------------------ \| \| 1er \| Alexey Lutsenko \| Kazakhstan \| Astana \| 22 h 49 min 50 s \| \| 2e \| Miguel Ángel López \| Colombie \| Astana \| + 11 s \| \| 3e \| Gorka Izagirre \| Espagne \| Bahrain-Merida \| + 28 s \| \| 4e \| Jesús Herrada \| Espagne \| Cofidis, Solutions Crédits \| + 30 s \| \| 5e \| Nathan Haas \| Australie \| Katusha-Alpecin \| + 32 s \| \| 6e \| Dries Devenyns \| Belgique \| Quick-Step Floors \| + 1 min 05 s \| \| 7e \| Daniel Navarro \| Espagne \| Cofidis, Solutions Crédits \| + 1 min 14 s \| \| 8e \| Odd Christian Eiking \| Norvège \| Wanty-Groupe Gobert \| + 1 min 24 s \| \| 9e \| Merhawi Kudus \| Érythrée \| Dimension Data \| + 1 min 29 s \| \| 10e \| Rui Costa \| Portugal \| UAE Team Emirates \| + 1 min 37 s \| |                      |            |                            |                  |
| |                      |            |                            |                  |
| Source : ProCyclingStats |                      |            |                            |                  |
| Classement général |                      |            |                            |                  |
| Coureur | Coureur              | Pays       | Équipe                     | Temps            |
| 1er | Alexey Lutsenko      | Kazakhstan | Astana                     | 22 h 49 min 50 s |
| 2e | Miguel Ángel López   | Colombie   | Astana                     | + 11 s           |
| 3e | Gorka Izagirre       | Espagne    | Bahrain-Merida             | + 28 s           |
| 4e | Jesús Herrada        | Espagne    | Cofidis, Solutions Crédits | + 30 s           |
| 5e | Nathan Haas          | Australie  | Katusha-Alpecin            | + 32 s           |
| 6e | Dries Devenyns       | Belgique   | Quick-Step Floors          | + 1 min 05 s     |
| 7e | Daniel Navarro       | Espagne    | Cofidis, Solutions Crédits | + 1 min 14 s     |
| 8e | Odd Christian Eiking | Norvège    | Wanty-Groupe Gobert        | + 1 min 24 s     |
| 9e | Merhawi Kudus        | Érythrée   | Dimension Data             | + 1 min 29 s     |
| 10e | Rui Costa            | Portugal   | UAE Team Emirates          | + 1 min 37 s     |

### Classements annexe
| Classement par points | Classement par points | Classement par points | Classement par points | Classement par points |
| Coureur               | Coureur               | Pays                  | Équipe                | Points                |
| --------------------- | --------------------- | --------------------- | --------------------- | --------------------- |
| 1er                   | Nathan Haas           | Australie             | Katusha-Alpecin       | 38 pts                |
| 2e                    | Greg Van Avermaet     | Belgique              | BMC Racing Team       | 37 pts                |
| 3e                    | Alexey Lutsenko       | Kazakhstan            | Astana                | 32 pts                |
| 4e                    | Magnus Cort Nielsen   | Danemark              | Astana                | 29 pts                |
| 5e                    | Bryan Coquard         | France                | Vital Concept         | 27 pts                |
| 6e                    | Gorka Izagirre        | Espagne               | Bahrain-Merida        | 21 pts                |
| 7e                    | Miguel Ángel López    | Colombie              | Astana                | 19 pts                |
| 8e                    | Alexander Kristoff    | Norvège               | UAE Team Emirates     | 19 pts                |
| 9e                    | Rui Costa             | Portugal              | UAE Team Emirates     | 19 pts                |
| 10e                   | Giacomo Nizzolo       | Italie                | Trek-Segafredo        | 18 pts                |

| Classement par points | Classement par points | Classement par points | Classement par points | Classement par points |
| Coureur               | Coureur               | Pays                  | Équipe                | Points                |
| --------------------- | --------------------- | --------------------- | --------------------- | --------------------- |
| 1er                   | Nathan Haas           | Australie             | Katusha-Alpecin       | 38 pts                |
| 2e                    | Greg Van Avermaet     | Belgique              | BMC Racing Team       | 37 pts                |
| 3e                    | Alexey Lutsenko       | Kazakhstan            | Astana                | 32 pts                |
| 4e                    | Magnus Cort Nielsen   | Danemark              | Astana                | 29 pts                |
| 5e                    | Bryan Coquard         | France                | Vital Concept         | 27 pts                |
| 6e                    | Gorka Izagirre        | Espagne               | Bahrain-Merida        | 21 pts                |
| 7e                    | Miguel Ángel López    | Colombie              | Astana                | 19 pts                |
| 8e                    | Alexander Kristoff    | Norvège               | UAE Team Emirates     | 19 pts                |
| 9e                    | Rui Costa             | Portugal              | UAE Team Emirates     | 19 pts                |
| 10e                   | Giacomo Nizzolo       | Italie                | Trek-Segafredo        | 18 pts                |

| Classement du meilleur jeune | Classement du meilleur jeune | Classement du meilleur jeune | Classement du meilleur jeune | Classement du meilleur jeune |
| Coureur                      | Coureur                      | Pays                         | Équipe                       | Temps                        |
| ---------------------------- | ---------------------------- | ---------------------------- | ---------------------------- | ---------------------------- |
| 1er                          | Miguel Ángel López           | Colombie                     | Astana                       | 22 h 50 min 01 s             |
| 2e                           | Odd Christian Eiking         | Norvège                      | Wanty-Groupe Gobert          | + 1 min 13 s                 |
| 3e                           | Merhawi Kudus                | Érythrée                     | Dimension Data               | + 1 min 18 s                 |
| 4e                           | Daniel Pearson               | Royaume-Uni                  | Aqua Blue Sport              | + 1 min 43 s                 |
| 5e                           | Fabien Doubey                | France                       | Wanty-Groupe Gobert          | + 1 min 51 s                 |
| 6e                           | Alex Aranburu                | Espagne                      | Caja Rural-Seguros RGA       | + 3 min 37 s                 |
| 7e                           | Sindre Lunke                 | Norvège                      | Fortuneo-Samsic              | + 5 min 29 s                 |
| 8e                           | Steff Cras                   | Belgique                     | Katusha-Alpecin              | + 5 min 36 s                 |
| 9e                           | Kevin Deltombe               | Belgique                     | Sport Vlaanderen-Baloise     | + 6 min 12 s                 |
| 10e                          | Benjamin Declercq            | Belgique                     | Sport Vlaanderen-Baloise     | + 7 min 55 s                 |

| Classement du meilleur jeune | Classement du meilleur jeune | Classement du meilleur jeune | Classement du meilleur jeune | Classement du meilleur jeune |
| Coureur                      | Coureur                      | Pays                         | Équipe                       | Temps                        |
| ---------------------------- | ---------------------------- | ---------------------------- | ---------------------------- | ---------------------------- |
| 1er                          | Miguel Ángel López           | Colombie                     | Astana                       | 22 h 50 min 01 s             |
| 2e                           | Odd Christian Eiking         | Norvège                      | Wanty-Groupe Gobert          | + 1 min 13 s                 |
| 3e                           | Merhawi Kudus                | Érythrée                     | Dimension Data               | + 1 min 18 s                 |
| 4e                           | Daniel Pearson               | Royaume-Uni                  | Aqua Blue Sport              | + 1 min 43 s                 |
| 5e                           | Fabien Doubey                | France                       | Wanty-Groupe Gobert          | + 1 min 51 s                 |
| 6e                           | Alex Aranburu                | Espagne                      | Caja Rural-Seguros RGA       | + 3 min 37 s                 |
| 7e                           | Sindre Lunke                 | Norvège                      | Fortuneo-Samsic              | + 5 min 29 s                 |
| 8e                           | Steff Cras                   | Belgique                     | Katusha-Alpecin              | + 5 min 36 s                 |
| 9e                           | Kevin Deltombe               | Belgique                     | Sport Vlaanderen-Baloise     | + 6 min 12 s                 |
| 10e                          | Benjamin Declercq            | Belgique                     | Sport Vlaanderen-Baloise     | + 7 min 55 s                 |

| Classement de la combativité | Classement de la combativité | Classement de la combativité | Classement de la combativité | Classement de la combativité |
| Coureur                      | Coureur                      | Pays                         | Équipe                       | Points                       |
| ---------------------------- | ---------------------------- | ---------------------------- | ---------------------------- | ---------------------------- |
| 1er                          | Loïc Chetout                 | France                       | Cofidis, Solutions Crédits   | 15 pts                       |
| 2e                           | Fabricio Ferrari             | Uruguay                      | Caja Rural-Seguros RGA       | 7 pts                        |
| 3e                           | Pierre-Luc Périchon          | France                       | Fortuneo-Samsic              | 6 pts                        |
| 4e                           | Benjamin Declercq            | Belgique                     | Sport Vlaanderen-Baloise     | 5 pts                        |
| 5e                           | Nick Schultz                 | Australie                    | Caja Rural-Seguros RGA       | 5 pts                        |
| 6e                           | Rémi Cavagna                 | France                       | Quick-Step Floors            | 4 pts                        |
| 7e                           | Xandro Meurisse              | Belgique                     | Wanty-Groupe Gobert          | 4 pts                        |
| 8e                           | Pim Ligthart                 | Pays-Bas                     | Roompot-Nederlandse Loterij  | 4 pts                        |
| 9e                           | Maxime Farazijn              | Belgique                     | Sport Vlaanderen-Baloise     | 4 pts                        |
| 10e                          | Gorka Izagirre               | Espagne                      | Bahrain-Merida               | 3 pts                        |

| Classement de la combativité | Classement de la combativité | Classement de la combativité | Classement de la combativité | Classement de la combativité |
| Coureur                      | Coureur                      | Pays                         | Équipe                       | Points                       |
| ---------------------------- | ---------------------------- | ---------------------------- | ---------------------------- | ---------------------------- |
| 1er                          | Loïc Chetout                 | France                       | Cofidis, Solutions Crédits   | 15 pts                       |
| 2e                           | Fabricio Ferrari             | Uruguay                      | Caja Rural-Seguros RGA       | 7 pts                        |
| 3e                           | Pierre-Luc Périchon          | France                       | Fortuneo-Samsic              | 6 pts                        |
| 4e                           | Benjamin Declercq            | Belgique                     | Sport Vlaanderen-Baloise     | 5 pts                        |
| 5e                           | Nick Schultz                 | Australie                    | Caja Rural-Seguros RGA       | 5 pts                        |
| 6e                           | Rémi Cavagna                 | France                       | Quick-Step Floors            | 4 pts                        |
| 7e                           | Xandro Meurisse              | Belgique                     | Wanty-Groupe Gobert          | 4 pts                        |
| 8e                           | Pim Ligthart                 | Pays-Bas                     | Roompot-Nederlandse Loterij  | 4 pts                        |
| 9e                           | Maxime Farazijn              | Belgique                     | Sport Vlaanderen-Baloise     | 4 pts                        |
| 10e                          | Gorka Izagirre               | Espagne                      | Bahrain-Merida               | 3 pts                        |

| Classement par équipes | Classement par équipes     | Classement par équipes | Classement par équipes |
| Équipe                 | Équipe                     | Pays                   | Temps                  |
| ---------------------- | -------------------------- | ---------------------- | ---------------------- |
| 1re                    | Astana                     | Kazakhstan             | 68 h 33 min 26 s       |
| 2e                     | Bahrain-Merida             | Bahreïn                | + 58 s                 |
| 3e                     | Cofidis, Solutions Crédits | France                 | + 1 min 07 s           |
| 4e                     | Quick-Step Floors          | Belgique               | + 5 min 58 s           |
| 5e                     | Trek-Segafredo             | États-Unis             | + 6 min 42 s           |
| 6e                     | BMC Racing Team            | États-Unis             | + 6 min 55 s           |
| 7e                     | Katusha-Alpecin            | Suisse                 | + 9 min 03 s           |
| 8e                     | Wanty-Groupe Gobert        | Belgique               | + 9 min 03 s           |
| 9e                     | Dimension Data             | Afrique du Sud         | + 9 min 39 s           |
| 10e                    | Aqua Blue Sport            | Irlande                | + 14 min 36 s          |

| Classement par équipes | Classement par équipes     | Classement par équipes | Classement par équipes |
| Équipe                 | Équipe                     | Pays                   | Temps                  |
| ---------------------- | -------------------------- | ---------------------- | ---------------------- |
| 1re                    | Astana                     | Kazakhstan             | 68 h 33 min 26 s       |
| 2e                     | Bahrain-Merida             | Bahreïn                | + 58 s                 |
| 3e                     | Cofidis, Solutions Crédits | France                 | + 1 min 07 s           |
| 4e                     | Quick-Step Floors          | Belgique               | + 5 min 58 s           |
| 5e                     | Trek-Segafredo             | États-Unis             | + 6 min 42 s           |
| 6e                     | BMC Racing Team            | États-Unis             | + 6 min 55 s           |
| 7e                     | Katusha-Alpecin            | Suisse                 | + 9 min 03 s           |
| 8e                     | Wanty-Groupe Gobert        | Belgique               | + 9 min 03 s           |
| 9e                     | Dimension Data             | Afrique du Sud         | + 9 min 39 s           |
| 10e                    | Aqua Blue Sport            | Irlande                | + 14 min 36 s          |

### UCI Asia Tour
Ce Tour d'Oman attribue des points pour l'UCI Asia Tour 2018, y compris aux coureurs faisant partie d'une équipe ayant un label WorldTeam. De plus la course donne le même nombre de points individuellement à tous les coureurs pour le Classement mondial UCI 2018.
| Position           | 1er | 2e  | 3e  | 4e  | 5e | 6e | 7e | 8e | 9e | 10e | 11e | 12e | 13e | 14e | 15e | 16e à 30e | 31e à 40e |
| Classement général | 200 | 150 | 125 | 100 | 85 | 70 | 60 | 50 | 40 | 35  | 30  | 25  | 20  | 15  | 10  | 5         | 3         |
| Par étape          | 20  | 10  | 5   |     |    |    |    |    |    |     |     |     |     |     |     |           |           |
| Leader, par étape  | 5   |     |     |     |    |    |    |    |    |     |     |     |     |     |     |           |           |

## Évolution des classements
| Étapes             | Vainqueur           | Classement général | Classement par points | Classement des jeunes | Classement de la combativité | Classement par équipes |
| ------------------ | ------------------- | ------------------ | --------------------- | --------------------- | ---------------------------- | ---------------------- |
| 1                  | Bryan Coquard       | Bryan Coquard      | Bryan Coquard         | Maxime Farazijn       | Pierre-Luc Périchon          | Katusha-Alpecin        |
| 2                  | Nathan Haas         | Nathan Haas        | Nathan Haas           | Merhawi Kudus         | Loïc Chetout                 | Astana                 |
| 3                  | Greg Van Avermaet   | Greg Van Avermaet  | Greg Van Avermaet     | Odd Christian Eiking  | Loïc Chetout                 | Astana                 |
| 4                  | Magnus Cort Nielsen | Greg Van Avermaet  | Greg Van Avermaet     | Miguel Ángel López    | Loïc Chetout                 | Astana                 |
| 5                  | Miguel Ángel López  | Alexey Lutsenko    | Greg Van Avermaet     | Miguel Ángel López    | Loïc Chetout                 | Astana                 |
| 6                  | Alexander Kristoff  | Alexey Lutsenko    | Nathan Haas           | Miguel Ángel López    | Loïc Chetout                 | Astana                 |
| Classements finals | Classements finals  | Alexey Lutsenko    | Nathan Haas           | Miguel Ángel López    | Loïc Chetout                 | Astana                 |